# Kingmoor
Kingmoor is een civil parish in het bestuurlijke gebied City of Carlisle, in het Engelse graafschap Cumbria. In 2001 telde het dorp 407 inwoners.